# كونسيبسيون فيليكس
كونسيبسيون فيليكس هي سفرجات فلبينية، ولدت في 9 فبراير 1884م في توندو ‏ في الفلبين، وتوفيت في 26 يناير 1967م.